# Дмитро Завидович
Дмитро Завидич (? — 1118) — новгородський посадник (1117—1118), батько Любави, другої дружини великого князя київського Мстислава Володимировича.

## Життєпис
Його прапрадідом був воєвода Добриня. Був сином посадника Завида Остромировича У літописі не вказується, коли саме був призначений на посадництво Дмитро Завидич, але відразу після смерті посадника Добрині (6 грудня 1117 р.) відзначається смерть посадника Дмитра Завидича. 
Його смерть настала 9 липня 1118 року (в старшому літописному зводі стоїть цей місяць, але в молодшому вказується червень). Літописець згадує сім місяців його одноосібного управління Новгородською землею, не тільки як посадника, але і як виконавця княжих функцій. Після нього посадником став Костянтин Мойсейович.
У Новгороді знайдено чотири актових печатки Дмитра Завидовича. На печатках є поясне зображення св. Димитрія.